# Vado Football Club 1913
O Vado Football Club 1913 é a principal equipe de futebol da cidade de Vado Ligure na Província de Savona, Itália.
Atualmente disputa apenas o campeonato regional da Ligúria, chamado de Eccellenza, equivalente à Sexta Divisão do Campeonato Italiano.

## Títulos
- 1º Campeão da Coppa Itália em 1922